# Rafael Termes i Carreró
Rafael Termes i Carreró (Sitges, Garraf, 5 de desembre de 1918 - Madrid, 25 d'agost de 2005) va ser un financer espanyol, acadèmic de la Reial Acadèmia de Ciències Morals i Polítiques, conseller delegat en el Banc Popular des de 1966 fins a 1977 i president de l'Associació Espanyola de Banca (AEB) entre 1977 i 1990.

## Biografia
El 1945 es doctorà en enginyeria industrial. Entre 1951 i 1954 treballà per a Crèdit Andorrà, del que en fou conseller delegat de 1955 a 1965, i assessor de 1965 a 1970. El 1955 va ser nomenat assessor regional del Banco Popular Español, on va treballar fins que fou nomenat vicepresident de la secció de Barcelona el 1960. El 29 de setembre de 1966, sent president Fernando Camacho Baños és nomenat de Conseller Delegat del Banco Popular Español,
El 1958 participà en la creació a Barcelona de l'Institut d'Estudis Superiors de l'Empresa (IESE) de la Universitat de Navarra i en fou professor de finances. També va ser director del campus de l'IESE a Madrid des de 1997, càrrec en el qual va cessar al juny de 2000, per ser nomenat president d'honor de l'IESE a Madrid.
De 1970 a 1973 va representar Espanya a la Federació Europea de Societats d'Analistes Financers. El 1987 va constituir la Fundació Foment de Fundacions, Fundació Internacional, l'objecte de la qual és "l'ajuda al desenvolupament humà i professional d'estudiants preuniversitaris, universitaris i graduats, així com altres activitats de caràcter sociocultural."
Fou acadèmic numerari de la Reial Acadèmia de Ciències Econòmiques i Financeres de Barcelona (29 d'octubre de 1984) i de la Reial Acadèmia de Ciències Morals i Polítiques (3 de novembre de 1992) i doctor honoris causa per la Universitat Francisco Marroquín, de Guatemala. Era membre fundador de l'ONG SECOT (Seniors Españoles para la Cooperación Técnica) i membre de l'Opus Dei des de 1940.
Termes posseïa, entre altres condecoracions, la Gran Creu de l'Orde del Mèrit Civil i la Comanda amb placa de l'Orde d'Alfons X el Savi. Era cavaller de la Legió d'Honor i Premi Gold Mercury Award en Economia 2003. També va rebre el Premi d'Economia Castella i Lleó Infanta Cristina 2003 i el Col·legi d'Economistes de Catalunya el va distingir com a col·legiat d'honor l'any 2004.

## Obres
- El poder creador del riesgo (1986)
- Capitalismo y cultura cristiana
- Las causas del paro
- Desde la libertad (1997)
- Antropología del capitalismo
- Inversión y Coste de Capital
- Manual de Finanzas (1998)
- Del estalinismo a la libertad. Perspectiva de los países del Este (1990)
- Capitalismo y cultura cristiana (1999)
- Antropología del capitalismo (2001), Premi Libre Empresa de la Fundació Rafael del Pino.